# RAAL La Louvière
Der RAAL La Louvière ist ein Fußballverein aus der belgischen Stadt La Louvière (Provinz Hennegau).

## Geschichte
Der Verein sieht sich in der Tradition des R.A.A. La Louvière, der 2009 aus finanziellen Gründen mit dem RACS Couillet fusionierte und dadurch erlosch.
Zwischen 2009 und 2011 versuchte der Racing Charleroi Couillet Fleurus in die Tradition des alten Vereins zu treten. Er hatte die gleichen Vereinsfarben grün-weiß und verlegte dazu seinen Vereinssitz von Charleroi nach La Louvière, behielt seinen Namen aber bei. Der Verein verblieb aber in der Promotion, in diesen Jahren die vierthöchste belgische Liga. Nach zwei Spielzeiten wurde der Sitz nach Charleroi zurückverlegt.
Ein weiterer Versuch, die Tradition fortzusetzen, war ab 2011 Racing Charleroi Couillet Fleurus, der stets dritt- oder viertklassig blieb.
2017 entschloss sich Salvatore Curaba zu einem weiteren Versuch, die Tradition fortzuführen. Dabei sollte der neue Verein einen ähnlichen Vereinsnamen führen. Curaba hatte 1999 das Computerdienstleistungsunternehmen EASI gegründet. In den 80er Jahren war er selbst Profi-Fußballspieler, hatte seine Karriere aber zugunsten einer Tätigkeit im IT-Bereich beendet.
Er übernahm dazu Racing Charleroi Couillet Fleurus, der 1919 gegründet war. Der Verein wurde dann in RAAL La Louvière umbenannt und der Sitz erneut nach La Louvière verlegt. Der Verein spielte in seiner ersten Saison als RAAL La Louvière in der Dritten Division der Amateure, der fünfthöchsten Spielklasse.
Im Juni 2025 bezog der Club die neue Easi Arena mit 8.050 Plätzen. Zuvor trug man die Heimspiele im benachbarten Stade du Tivoli aus.

## Platzierungen
RAAL La Louvière schloss die erste Saison auf Platz 1 ab und stieg somit in die zweite Division Amateure auf. Dort erreichte er in der Saison 2018/19 als Siebter zwar die Qualifikationsspiele zum Aufstieg, scheiterte dort aber an Francs Borains. Beim Abbruch der Saison 2019/20 infolge der COVID-19-Pandemie stand man auf Platz 3. Infolge der Pandemie fanden keine Qualifikationsspiele statt, sodass RAAL in der zweiten Division Amateure verblieb. Die Saison 2020/21 wurde aus dem gleichen Punkt nach vier Spieltagen abgebrochen, sodass kein Auf- oder Abstieg erfolgte.
Die nächste Saison 2021/22 wurde als Erster beendet, damit stieg RAAL in die 1. Division Amateure auf. Dort schloss man die Saison 2022/23 als Vierter ab. In der nächsten Saison war man dort Erster, was den Aufstieg in die Division 1B bedeutete.
Dort war RAAL in der Saison 2024/25 Zweiter, sodass nach einem Jahr ein weiterer Aufstieg in die Division 1A, der höchsten belgischen Liga, erfolgte.